# Behn Cervantes
Behn Cervantes (Cabanatuan, 26 augustus 1938 – Muntinlupa, 15 augustus 2013) was een Filipijns acteur en regisseur.

## Biografie
Behn Cervantes werd geboren op 26 augustus 1938 in Cabanatuan in de provincie Nueva Ecija. Hij behaalde in 1962 een bachelor of arts-diploma aan de University of the Philippines (UP) en studeerde aansluitend in de Verenigde Staten. Daar behaalde hij in 1967 een master-diploma toneel en theater aan de University of Hawaii. Na zijn studie begon hij als docent aan de faculteit Kunst en Literatuur van de UP. Hij werkte zich in de loop der tijd op tot universitair hoofddocent en ging na 22 jaar in 1989 met pensioen. In 1991 was hij Artist-in-Residence op de University of Hawaii.
Cervantes was de oprichter van de UP  Repertory Company. Deze toneelgroep voerde toneelstukken op gebaseerd op sociale thema's. Samen met nationaal kunstenaar Wilfrido Maria Guerrero was hij in de jaren na het uitroepen van de staat van beleg door president Ferdinand Marcos het gezicht van protesten tegen diens bewind. Als gevolg daarvan werd hij in die periode opgepakt en gevangen gehouden in diverse militaire kampen. Bekende toneelstukken van zijn hand waren Pagsamabang Bayan en Sigaw ng Bayan. Ook speelde hij rollen in Rosencrantz and Guildenstern are dead en The Mikado. Cervantes regisseerde stukken als Guys and Dolls, The Short Short Life of Citizen Juan en Iskolar ng Bayan. Cervantes was ook regisseur van de controversiële film Sakada. Daarnaast was Cervantes ook oprichter van de Philippine Educational Theater Association (PETA) en de Manunuri ng Pelikulang Filipino
Cervantes werd onderscheiden met een Aliw Life Achievement Award en een Centennial Award van het Cultural Center of the Philippines. In 2013 kreeg hij nog een Lifetime Achievement Award van de UP Alumni Association (UPAA) voor zijn werk als docent, acteur en regisseur. Cervantes leed aan diabetes. In 2013 overleed hij op 74-jarige leeftijd aan de complicaties van die ziekte en een bijkomende longontsteking. 